# Salvador Nasralla
Salvador Alejandro César Nasralla Salum (Tegucigalpa, 30 de enero de 1953) es un político hondureño. Es actualmente candidato a la presidencia de Honduras en las elecciones generales 2025 por el Partido Liberal de Honduras (PLH), bajo el movimiento ¡Vamos, Honduras! 
Su presencia en la televisión hondureña, a través de más de 40 años de carrera como presentador de eventos y de sus programas 5 Deportivo y X-0 da Dinero, le valieron el apodo de «El señor de la televisión».
Incursionó en política en 2011, participando como candidato presidencial en las elecciones de 2013 por el Partido Anticorrupción (PAC), cofundado por él. Fue candidato presidencial por la Alianza de Oposición contra la Dictadura, conformada por el Partido Libertad y Refundación (Libre) y el Partido Innovación y Unidad (PINU-SD), durante las elecciones de 2017. Para las elecciones de 2021 fundó el Partido Salvador de Honduras (PSH) y pasó a ser candidato presidencial por la Unión Nacional Opositora de Honduras (UNOH) conformada por ese partido y el PINU,
Ahora se concentra en el Partido Liberal de Honduras (PLH) Siendo candidato presidencial, bajo el movimiento ¡Vamos! Honduras. Ex precandidatos por el Partido Liberal apoyan a su candidato, haciendo al partido más fuerte y unido.

## Biografía
Nació en Tegucigalpa, M.D.C. del departamento de Francisco Morazán, el 30 de enero de 1953. Hijo de padre hondureño y madre chilena. Sus primeros años de infancia los vivió en la ciudad de Trujillo. Posteriormente, cuando tenía 11 años de edad, sus padres regresaron a vivir a Tegucigalpa. Estando en la capital se tituló de Bachiller en Ciencias y Letras en el Instituto San Francisco. En su adolescencia se dedicó al periodismo radial trabajando en Emisoras Unidas de 1966 a 1969, así como en Uniradio y Radio Católica. También hizo estudios de teatro y televisión. Después fue enviado a Santiago de Chile, donde vivió con unos tíos maternos. Estudió en la Pontificia Universidad Católica de Chile, donde en 1976 obtuvo el título de «ingeniero civil industrial» con especialidad en construcción.
Después obtuvo una maestría en Administración de Empresas, en la misma universidad.
Regresó a Honduras, donde trabajó como gerente general de Pepsi-Cola. Paralelamente dio clases en la Facultad de Ingeniería y en la Facultad de Ciencias Administrativas y Contables, en la carrera de Administración de Empresas, de la Universidad Nacional Autónoma de Honduras (UNAH) durante 8 años,
actividad de docente que dejó,  decepcionado por el bajo nivel educativo de sus alumnos.
En 1981 comenzó su trayectoria en la televisión con el programa 5 Deportivo, el cual se transmite hasta la fecha, todos los domingos por el Canal 5 de Corporación Televicentro. Fue jefe de prensa de la selección de fútbol de Honduras que representó a Honduras en el Mundial de España 82. El 3 de marzo de 1990 lanzó el que, hasta la fecha, ha sido uno de los shows televisivos con más audiencia de Honduras: X-0 da Dinero, un programa de concursos con premios en efectivo, el cual sigue transmitiéndose todos los domingos. Ha sido también por varios años presentador y director de programas y eventos especiales como ser el certamen de belleza Miss Honduras o el programa Bailando por un sueño (Honduras) y enviado especial de Televicentro al evento musical de Viña del Mar en Chile. Además, es columnista del Diario Diez y fue conductor de su programa de proselitismo político, Salvador a las 7, que se transmitió durante dos años cada domingo por Hondured Canal 13 y está disponible en su canal oficial de YouTube.

## Carrera política

### Creación del PAC y candidatura presidencial de 2013
El Partido Anticorrupción (PAC) nació de la idea planteada por Luis Redondo y Salvador Nasralla, quien el 25 de abril de 2011 anunció sus intenciones de crearlo para participar como candidato a la presidencia en 2013. En agosto de 2013, el Partido Anticorrupción fue legalmente inscrito como partido político por el Tribunal Supremo Electoral de Honduras, con Salvador Alejandro Nasralla como presidente y Rafael Virgilio Padilla Paz como vicepresidente, quien antes había fundado la Barra de Abogados contra la Corrupción. Durante la inscripción del mismo, representantes del movimiento Scout de Honduras, impugnaron ante el TSE la utilización de la flor de lis por formar parte de la insignia internacional de su movimiento. Ambas partes decidieron llegar a un acuerdo.
El candidato presidencial oficial de este partido fue Salvador Nasralla, quien participó en la contienda electoral de noviembre de 2013. Durante la campaña, Nasralla fue un crítico de los tres partidos mayoritarios. En declaraciones para medios de comunicación llegó a decir: «Lo peor que le puede pasar a Honduras es Partido Libre o Partido Nacional, son los dos partidos extremistas que tienen el país hundido en el subdesarrollo [...] Liberal y Nacional son la misma 'papada' [cosa], extrema derecha, y el otro es extrema izquierda»; también dijo que no tenía «nada que ver con Libre» en respuesta a lo que consideró una campaña nacionalista millonaria para vincularlo a ese partido político.
Nasralla recibió 418 443 votos, lo cual representó el 13.43 % de los votantes. En una entrevista de 2019, Nasralla dijo que había ganado la elección con 1 066 000 votos, pero que al no contar con representantes en las mesas electorales, los partidos mayoritarios, el Partido Liberal, Partido Nacional y Libertad y Refundación se repartieron sus votos. Estas declaraciones fueron sustentadas 10 años después cuando la Fiscalía del Distrito Sur de Nueva York presentó un resumen de pruebas, a pocos meses de que iniciara el juicio en el caso del expresidente de Honduras, Juan Orlando Hernández. Entre las acusaciones destacan fraudes electorales en 2013 y 2017, además de sobornos y protección a narcotraficantes en el país, donde se incluye al temido cártel de Sinaloa. A continuación las impactantes revelaciones de la Fiscalía de NY en el caso del exmandatario.

### Fraude Electoral 2013
Según los documentos desclasificados en mayo de 2023 por la fiscalía de New York respecto al juicio de Juan Orlando  en el período previo a su elección presidencial de 2013, JOH también confió en CW-1 para ayudarlo a cometer fraude electoral. CW-1 se reunía regularmente con Juan Orlando para discutir sus estrategias, incluyendo el pago de sobornos, para ciertos departamentos de Honduras donde Juan Orlando no era líder en las encuestas. Los hermanos de (CW-1) y Juan Orlando usaron dinero de la droga para sobornar funcionarios que controlaban esos centros de votación para manipular el conteo de votos a favor de Hernández. También se reunió con un ingeniero que se encargó de manipular los servidores para la elección en el Tribunal Supremo Electoral (TSE), que era el encargado de certificar los resultados electorales para que el conteo de votos pudiera ser manipulado a favor de JOH. Esto concuerda con las declaraciones y denuncias que hizo Salvador Nasralla pre y post elecciones en 2013.

### Presidencia del PAC
Desde el primer año del nuevo gobierno en 2014, Nasralla, entonces presidente del PAC, ponía en duda la honradez de algunas figuras de este partido político. En septiembre denunció que ninguno de los 13 diputados del PAC en el Congreso había cumplido con la cuota salarial pactada para ser destinada al partido. A mediados de 2015 comenzaron una serie de conflictos entre Nasralla y otros dirigentes, cuando dijo que entre los diputados del PAC había «manzanas podridas», con excepción del jefe de bancada Luis Redondo; esto luego que muchos de ellos dieran su voto favorable a una reforma a la ley del Seguro Social. Como consecuencia, con la votación de 11 diputados la bancada cambió a su jefe y a la subjefa Fátima Mena. Nasralla culpó entonces al Partido Nacional de influir en los diputados del PAC. A finales de 2015 tuvo discrepancias con otros dirigentes, entre ellos Luis Redondo, quien habría bloqueado las cuentas de Nasralla en redes sociales, declaró este último.
En febrero de 2016, llamó traidoras a las diputadas del PAC Marlene Alvarenga, Kritza Pérez y Ana Joselina Fortín, y a un diputado suplente, por no seguir los lineamientos de ese partido político durante la elección de la nueva Corte Suprema de Justicia e insinuó que recibieron sobornos por ello. Debido a esto, Marlene Alvarenga denunció malos tratos por parte de Nasralla hacia las diputadas del PAC y Ana Joselina renunció a la subjefatura de la bancada del PAC en el Congreso. Nasralla desmintió la acusación en una entrevista y dijo además que la bancada del PAC «ya no le servía para nada» porque había «comprometido el futuro de Honduras» al escoger una Corte aliada del presidente Juan Orlando Hernández; y añadió que los cuatro diputados que no siguieron la línea partidaria ahora eran del Partido Nacional. Meses después, Ana Joselina y Kritza Pérez renunciaron al PAC, lo cual Nasralla consideró como una «autodepuración» de ese instituto político. A finales del 2016 renunció también el diputado Jaime Villegas tras las declaraciones de Nasralla de que se arrepentía de haber llevado «figuras públicas al PAC, como futbolistas».
También durante 2016, tras su decisión de nombrar como asesores del PAC a dos dirigentes que no pertenecían a ese partido político, se enfrentó nuevamente contra el diputado Redondo y contra la diputada Fátima Mena, quienes reprobaron ese nombramiento y contra quienes lanzó varios ataques. En una ocasión dijo que Mena «probablemente por su juventud y por ser mujer» era proclive a ser engañada por otros diputados, lo cual fue condenado por Mena, quien lo calificó como un ataque a la juventud y a la mujer. También, después que Redondo hiciera varias declaraciones sobre Nasralla y los conflictos internos del PAC, éste llegó a decir que Redondo tenía una enfermedad mental y por eso no le daba crédito a sus declaraciones. El 2 de noviembre de 2016, Redondo expulsó a Virgilio Padilla, allegado de Nasralla, del Consejo Nacional —máximo organismo del PAC—, con lo cual quedó conformado por Nasralla, Redondo y su esposa y Fátima Mena.
En marzo de 2017, Marlene Alvarenga presentó una querella contra Salvador Nasralla por decir que era financiada por el cártel de Los Cachiros. Éste arguyó que Alvarenga era cómplice del presidente Hernández para afectarlo a él como opositor; algo que ya consideraba desde mayo de 2016, cuando Alvarenga anunció la creación de un movimiento interno en el PAC.

#### Elecciones internas de 2017
En 2017, el Partido Anticorrupción realizó dos procesos de elecciones internas. El primero de ellos fue realizado el 9 de abril, dos días después de que el Tribunal Supremo Electoral (TSE) lo declarara como ilegal por incumplir la Ley Electoral y de las Organizaciones Políticas, ya que su llamamiento se hizo el 2 de diciembre de 2016, cuando el Consejo Nacional —máximo organismo del PAC— estaba vacante. El TSE ordenó celebrar las mismas el 21 de mayo próximo, las cuales habían sido llamadas en congruencia con la ley. Salvador Nasralla y sus allegados desconocieron el mandato del TSE y realizaron elecciones el 9 de abril. Para estas elaboraron un censo electoral de 25 mil personas que ejercieron el sufragio en 170 urnas en todo el país. En las papeletas había dos movimientos: Movimiento Salvador Nasralla y Unidos por Honduras, de Marlene Alvarenga, quien decidió no participar en estas elecciones. Nasralla se declaró ganador de dichas elecciones, cuyos resultados no fueron reconocidos por el TSE.
El 21 de mayo se celebraron las otras elecciones internas. Las tres corrientes que participaron llevaron como candidata por consenso a la diputada del PAC, Marlene Alvarenga, contra quien Nasralla sostuvo una agria confrontación. Tras estas, Alvarenga pasó a ser la nueva presidenta y candidata oficial del PAC.

### Elecciones generales de 2017
El 20 de mayo de 2017, en medio de la polémica por las elecciones internas del PAC, Salvador Nasralla fue presentado en un asamblea como el candidato oficial de la llamada Alianza de Oposición contra la Dictadura, integrada por el Partido Libre y el Partido PINU. En dicha asamblea presentaron además sus propuestas de gobierno en caso de ganar los comicios generales de noviembre, entre las cuales destacaban la reforma a la constitución de Honduras y la instalación de una Comisión Internacional Contra La Impunidad en Honduras.
El día de las elecciones, Nasrralla se perfilaba como ganador tras un primer conteo que le daba una ventaja de 4.96 % sobre su rival Juan Orlando Hernández del Partido Nacional. Días después, y tras ser escrutadas el 76 % de las mesas electorales, Hernández superó a Nasralla por 2911 votos (el 0.10 %). Este acto causó molestia en Nasralla, por lo que junto con el coordinador de la Alianza, Manuel Zelaya, llamó a sus seguidores a manifestarse en contra del supuesto fraude cometido en su contra. Finalmente, el 17 de diciembre, el ente electoral declaró como ganador a Juan Orlando Hernández con el 42,95 %, con Salvador Nasralla obteniendo el 41,42 % ({{esd|1 360 442 votos). Las protestas poselectorales, sin embargo, se dilataron hasta febrero de 2018, provocando decenas de muertes y pérdidas millonarias por destrozos a los comercios. Y tanto la Alianza de Oposición como el Partido Liberal desconocieron los resultados, declarando a Nasralla como el verdadero ganador.

### Ganador Elecciones generales 2017
Según los documentos desclasificados en mayo de 2023 por la fiscalía de Nueva York respecto al juicio de Juan Orlando los fiscales de Nueva York, acusa al exmandatario y sus aliados de arreglar las elecciones presidenciales de 2017 usando dinero de drogas. En 2017, durante la campaña de reelección de Juan Orlando, los cómplices del narcotráfico de JOH volvieron a proporcionar millones de dólares del narcotráfico para asegurar que Juan Orlando se mantuviera en el poder y su masiva la operación de cocaína permaneciera protegida. Al igual que en 2013, JOH usó ese dinero de la droga para sobornar a los funcionarios electorales y manipular el conteo de votos para ganar las elecciones de manera fraudulenta incluso cerrando el sistema informático con la ayuda de un ingeniero, a pesar de que el excandidato, Salvador Nasralla, mantenía un 57 %. Una vez más estas declaraciones con las denuncias que hizo Salvador Nasralla pre y post elecciones de 2017 con lo cual, según la fiscalía de Nueva York, Salvador Nasralla fue el ganador de las elecciones 2017 y presidente electo de Honduras para el periodo 2017-2022

### Creación del Partido Salvador de Honduras y elecciones de 2021
Partido Salvador de Honduras
El 12 de noviembre de 2019 Salvador Nasralla presentó al CNE los requisitos para inscribir su nuevo partido político, Partido Salvador de Honduras (PSH), el cual comenzó a existir oficialmente el 7 de septiembre de 2020. El partido conformó una alianza con el Partido Innovación y Unidad llamada Unión Nacional Opositora, la cual lleva como candidato presidencial a Nasralla, a la diputada Doris Gutiérrez como primera designada y la doctora Suyapa Figueroa —figura mediática opositora del gobierno de gobierno de Juan Orlando Hernández— como primera diputada.
El 13 de octubre conformó una alianza de hecho con el Partido Libre en donde renunció a su candidatura a la presidencia y fue inscrito como candidato a primer designado presidencial en la planilla de Libre junto a Doris Gutiérrez del PINU-SD. En el acuerdo de UNOH (PSH-PINU) y Libre se estableció que Nasralla escogería a un diputado del PSH para que fuera presidente del Congreso Nacional.

### Designatura presidencial
El Partido Libre ganó las elecciones de 2021 y Nasralla pasó a ser primer designado presidencial. Nasralla y la entonces presidenta electa Xiomara Castro nominaron para la presidencia del Congreso Nacional al diputado sampedrano del PSH, Luis Redondo. Redondo no pudo asegurar los votos necesarios, por lo que la mayoría de diputados escogió como presidente del Congreso al diputado de Libre Jorge Cálix. Castro desconoció este nombramiento, provocando una crisis institucional en ese poder del Estado que concluyó con la resignación de Cálix.

## Familia y vida personal
Sus padres son Alejandro Nasralla y Alicia Salum, de origen libanés, aunque su madre es nacida en Chile y radicada en Honduras. Su padre murió en 1982. Tiene tres hermanas.
En más de una ocasión, Nasralla respondió preguntas sobre los rumores de que era gay, afirmando que nunca dudó de su sexualidad ni estuvo con ningún hombre, y que había tenido relaciones amorosas con muchas mujeres. En una entrevista dijo además que los rumores no le afectaban, pero sí afectaban a su mamá.
Según cuenta Nasralla, su ajetreada vida siempre le impidió disponer del tiempo necesario para llegar a cultivar verdaderas amistades y también fue un obstáculo para casarse. A los 63 años, luego de anunciar su compromiso, Salvador Nasralla contrajo matrimonio con la modelo Iroshka Elvir, el 9 de marzo de 2016. Ambos viven en Tegucigalpa y tienen una niña que nació el 14 de diciembre de 2017.
Las creencias religiosas de Salvador Nasralla se volvieron objeto de interés para la sociedad hondureña desde que incursionó en política. En una entrevista realizada para la Revista Hablemos Claro en 1991 afirmó no asistir a ninguna iglesia, pero sí mantener un contacto permanente con Dios, quien es "su guía". Desde entonces ya expresaba apatía por los partidos políticos tradicionales.
En 2017 afirmó haber sido criado en un hogar católico, aunque años atrás había confesado ser un evangélico practicante y provenir de una familia devotamente evangélica, con su padre habiendo sido pastor evangélico. Por su formación cristiana, Nasralla se opone al matrimonio igualitario.
Nasralla destacó como estudiante por su constante excelencia académica. Manifiesta tener amplios conocimientos históricos, sobre todo relacionados al mundo del deporte y la farándula, ámbitos a los que disfrutó dedicarse desde su juventud.
Es también aficionado de leer y de viajar. Más que una persona inteligente, él se define como alguien dedicado y disciplinado. Sus detractores lo califican como una persona narcisista
y arrogante..

## Polémicas y acusaciones
Sus fuertes acusaciones y comentarios en ocasiones han generado reacciones y críticas. En el campo de la política, ha sido un duro crítico de los partidos mayoritarios en Honduras, el Partido Liberal de Honduras (PLH) y el Partido Nacional de Honduras (PNH), así como del presidente de Honduras, Juan Orlando Hernández (JOH) y de los medios de comunicación. 

### En televisión
El 12 de agosto de 2009, durante un partido de fútbol entre Honduras y Costa Rica, Salvador Nasralla, quien hacía de narrador, arremetió contra el árbitro mexicano Marco Antonio Rodríguez, acusándolo de favorecer al equipo rival tras la anulación de un gol para el equipo hondureño. Algunas de las frases que soltó fueron: «si anulaste el gol, no salís de Honduras», «el árbitro lo que está haciendo es seguir las instrucciones de la CONCACAF», «vamos a ver si sale de Honduras», «a este no le van a pagar si gana Honduras» y «si no ganamos les cuento el hotel en que está»; todo esto mientras insultaba al árbitro de "ladrón" y "Chiquidrácula". Las acciones de Nasralla fueron reprochadas fuertemente por Ricardo Peláez, los comentaristas del programa Fútbol Picante, los de Cara a Cara y por el coordinador del diario hondureño La Tribuna, David Sierra, a quien luego Nasralla llamó «arrastrado» en su programa 5 Deportivo. En una charla virtual de julio de 2021 en la que participaron el árbitro y Nasralla, el último dijo que no estaba «arrepentido en lo más mínimo» de su actuar ese día, justificándose con la situación política que atravesaba el país, y agregó finalmente: «Si en algo le afectó, lo siento mucho, hay que dedicarse a otras actividades».

### En política
Nasralla califica a Juan Orlando Hernández como «dictador». Acusó en múltiples ocasiones al Tribunal Supremo Electoral, al Ministerio Público, a la Corte Suprema de Justicia y al Partido Liberal de servilismo a Hernández.
En mayo de 2015 acusó al presidente Hernández de ser el artífice del saqueo al Instituto Hondureño de Seguridad Social y a su Partido Nacional de robar dos mil millones de lempiras. Ante esto, representantes del PNH interpusieron una querella contra Nasralla por calumnias e injurias, la cual no fue admitida.
El mismo año, dijo además que el gobierno podría estar detrás de las matanzas ocurridas días atrás en Choloma y Comayagüela. También ha dicho que Hernández, su familia, y la familia del anterior mandatario nacionalista, Porfirio Lobo, son capos del narcotráfico en Honduras.
Durante la emisión de su programa Salvador a las 7 del 20 de agosto de 2017, dijo que existía un control absoluto del Partido Nacional a los poderes del Estado, y dijo además que la Organización de los Estados Americanos (OEA) iba a llegar a «avalar el proceso corrupto controlado por el actual candidato nacionalista», y exclamó seguidamente «¡vaya usted a saber cuánto dinero está corriendo bajo la mesa!». Ante esto, la OEA rechazó en un comunicado sus afirmaciones, calificándolas de «calumnias infundadas» y anunció la posibilidad de tomar acciones legales; mientras que la Alianza de Oposición, de la cual Nasralla era su candidato presidencial, lo respaldó.
Para Salvador Nasralla, los medios de comunicación en el mundo, y sobre todo en Honduras, desfiguran la información para promover ideas falsas, por ejemplo, haciendo propaganda negativa sobre Corea del Norte y sobre Nicolás Maduro. Él considera que la gran mayoría de medios de comunicación en Honduras, a los que tacha de «vendidos», siguen la línea del presidente Hernández y callan sus «ilegalidades». En marzo de 2016, en un improvisado discurso con simpatizantes, dijo: «Los medios de comunicación mienten, el medio donde yo trabajo miente, los periódicos mienten. Todos son pagados por el Estado de Honduras para mentir». Ante la polémica generada, Nasralla aclaró que se refería a «muchos» medios, incluyendo un periódico escrito donde él era columnista. En su primer día como candidato de La Alianza dijo que la actual crisis en Venezuela es una magnificación de los medios. Este comentario tuvo eco internacional y generó el rechazo de algunas personalidades del mundo de la política.

## Participación electoral
|  | 13.43 % |

|  | 41.42 % |

|  | 17.24 % |

* Porcentaje considerando los demás partidos;a lo interno del partido Liberal 58.02%